# Colors/Birthday
「Colors／Birthday」（カラーズ／バースデイ）は、The Sketchbookの4枚目のシングル。2012年5月30日にavex entertainmentから発売された。

## 概要
前作「Message」から約3ヶ月ぶりのリリースであり、2012年2作目のシングル。グループ初の両A面シングル。
収録曲は全曲、テレビアニメ『SKET DANCE』の劇中で使用されており、表題曲「Colors」はエンディングテーマ、「Birthday」は第48話のエンディングテーマに起用された。
CD+DVD盤、通常盤の2種リリースであり、前者には表題曲「Colors」のPV、メイキング映像、ドキュメント映像『「The Sketchbookが全国に感謝カードを届けに行きます!!」〜みんなに会いたい!感謝を伝えたい!!ただそれだけです。〜』が収録されている。

### チャート成績
2012年6月11日付のオリコン週間シングルチャートで56位を獲得した。初動売上は0.1万枚を記録した。デイリーチャートでは5月30日付で最高位の41位を獲得した。
2012年6月11日付のBillboard JAPAN HOT 100で81位、Billboard JAPAN Hot Singles Salesで54位、Billboard JAPAN Hot 100 Airplayで90位、Billboard JAPAN Hot Animationで8位を獲得した。

## 批評
CDジャーナルは、「ハードロック系の重厚ギターサウンドが印象的である。」と評した。

## 収録曲
（全作詞：多田宏、作曲・編曲：tatsuo）
1. Colors [4:47]
  - テレビアニメ『SKET DANCE』エンディングテーマ

激しいリフとキャッチーメロディが混ざった曲[3]。
2. Birthday [4:14]
  - テレビアニメ『SKET DANCE』第48話エンディングテーマ

詞は劇中の世界観と「誕生」への感謝を描いている[4]。
3. Colors（Instrumental）
4. Birthday（Instrumental）

DVD（DVD+CD盤のみ同梱）
1. Colors -Music Video-
2. Colors -Off Shot Movie-
3. 「The Sketchbookが全国に感謝カードを届けに行きます!!」〜みんなに会いたい!感謝を伝えたい!!ただそれだけです。〜

## 収録アルバム
| 楽曲     | 発売日        | タイトル   | 備考                        |
| -------- | ------------- | ---------- | --------------------------- |
| Colors   | 2012年7月25日 | Sketchbook | 1枚目のオリジナルアルバム。 |
| Birthday | 2012年7月25日 | Sketchbook | 1枚目のオリジナルアルバム。 |